# Kanton Muret
Kanton Muret (francouzsky Canton de Muret) je francouzský kanton v departementu Haute-Garonne v regionu Midi-Pyrénées. Tvoří ho devět obcí.

## Obce kantonu
- Le Fauga
- Frouzins
- Labastidette
- Lavernose-Lacasse
- Lherm
- Muret
- Saint-Clar-de-Rivière
- Saint-Hilaire
- Seysses